# Удабнопитек
Удабнопите́к (лат. Udabnopithecus garedziensis) — вид вымерших человекообразных обезьян, найденный на территории Восточной Грузии в Удабно (60 км от г. Тбилиси). Возраст — верхний миоцен (около 12 млн лет назад). 

## Описание
Известен по двум верхним зубам (первому верхнему предкоренному и первому верхнему коренному) и фрагменту верхней челюсти, обнаруженным в 1939 году в Грузинской ССР, близ монастыря Гареджи в местности Удабно в юго-восточной Кахетии (60 км от Тбилиси). В 1945 году грузинская находка была описана Н. О. Бурчак-Абрамовичем и Е. Г. Габашвили. Это первая и единственная находка останков вымершей человекообразной обезьяны на территории СССР. Филогенетическое положение удабнопитека неясно. По морфологии зубов удабнопитек очень близок к роду Dryopithecus подсемейства Dryopithecinae, особенно к виду Dryopithecus brancoi.
Ископаемый антропоид из Удабно близок к трибе Dryopithecini, в состав которой ныне включают D. fontani, D. laietanus (из Испании), D. carinthiacus (из Рудабаньи) и D. crusafonti, поэтому, до получения дополнительных сведений о нём, представляется возможным сохранить за этим антропоидом прежнее видовое название и обозначить его Dryopitecus garedziensis. Если верна оценка возраста жизни 8—8,5 млн лет назад, то это самый поздний из дриопитеков.

## См.также
- Ореопитек
- Грекопитек